# Terrugem (Elvas)
Terrugem é uma povoação portuguesa do Município de Elvas do Distrito de Portalegre, que foi sede da extinta Freguesia de Terrugem, freguesia que tinha 72,73 km² de área e 1 251 habitantes (2011), cuja base económica é a agricultura e o trabalho em curtumes. 
A Freguesia de Terrugem foi extinta em 2013, no âmbito de uma reforma administrativa nacional tendo sido unida a Freguesia de de Vila Boim, para formar uma nova freguesia denominada União das Freguesias de Terrugem e Vila Boim da qual é a sede. Entretanto, Recentemente foi entregue na Assembleia da República petição para reposição das freguesias de Terrugem e de Vila Boim, aguardando o parecer da mesma.

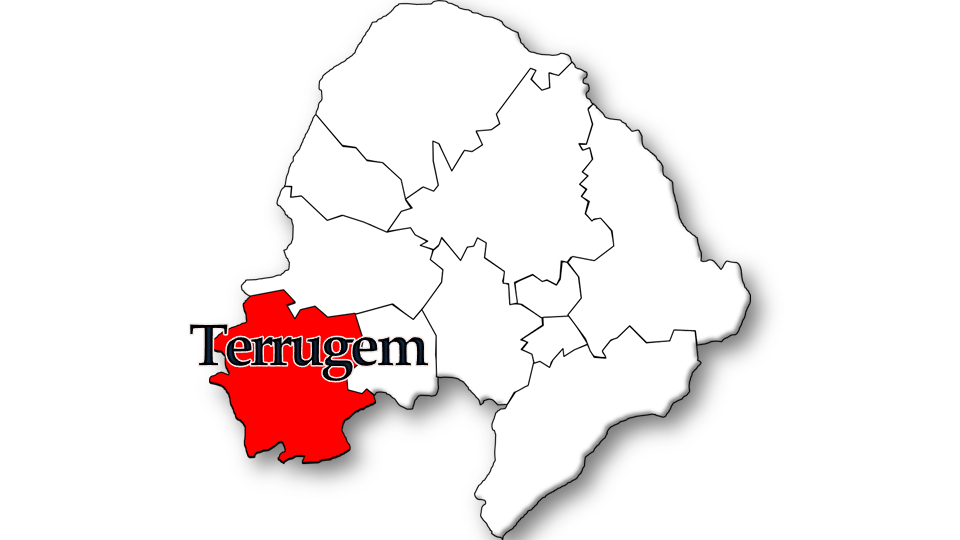
Localização no Município de Elvas

## População
| População da freguesia de Terrugem | População da freguesia de Terrugem | População da freguesia de Terrugem | População da freguesia de Terrugem | População da freguesia de Terrugem | População da freguesia de Terrugem | População da freguesia de Terrugem | População da freguesia de Terrugem | População da freguesia de Terrugem | População da freguesia de Terrugem | População da freguesia de Terrugem | População da freguesia de Terrugem | População da freguesia de Terrugem | População da freguesia de Terrugem | População da freguesia de Terrugem | População da freguesia de Terrugem |
| ---------------------------------- | ---------------------------------- | ---------------------------------- | ---------------------------------- | ---------------------------------- | ---------------------------------- | ---------------------------------- | ---------------------------------- | ---------------------------------- | ---------------------------------- | ---------------------------------- | ---------------------------------- | ---------------------------------- | ---------------------------------- | ---------------------------------- | ---------------------------------- |
| 1864                               | 1878                               | 1890                               | 1900                               | 1911                               | 1920                               | 1930                               | 1940                               | 1950                               | 1960                               | 1970                               | 1981                               | 1991                               | 2001                               | 2011                               | 2021                               |
| 783                                | 869                                |                                    |                                    | 1317                               | 1349                               | 1294                               | 2053                               | 2142                               | 2227                               | 1899                               | 1622                               | 1390                               | 1307                               | 1251                               |                                    |

Nos censos de 1890, 1900 e  2021 estava anexada à freguesia de Vila Boim

## História
Esta típica aldeia alentejana tem como base económica tanto a agricultura de sequeiro como o trabalho em curtumes, obra da cerca de dezena de indústrias que ainda laboram nesta aldeia, sendo fonte empregadora de cerca de uma centena de habitantes.
A palavra Terrugem surgiu no passado como Taruga, Tarruja, Tarrugem e Terruge. Turigiam é a  denominação do latim bárbaro que surge no foral de Vila Viçosa, dado por D. Afonso III em 1270.  Documento em que aparece a referência mais antiga à povoação.
A ocupação deste território remonta a tempos pré-históricos, o que se confirma pela existência  na região periférica de dolmens ou antas em abundância. É no período Neocalcolítico, que medeia  sensivelmente entre 4000 a.C. e 1800 a.C., que começam a surgir os primeiros marcos  arquitetónicos construídos pelo Homem: as antas. No monte de Santo António, no cabeço e na encosta a norte da Terrugem, existem vestígios de  ocupação romano-visigótica.
Ali foram feitas sondagens e explorações que revelaram a existência de  uma comunidade que existiu, praticamente desde há dois milénios. Regista-se ainda uma villa da  época imperial, com colunas, mosaicos, possíveis termas e uma necrópole associada, tudo com largo  tempo de ocupação, possivelmente desde o Baixo-Império, até ao período visigótico. Identificou-se  ainda, numa área de ocupação considerável, calculada pela presença de alicerces, um grande edifício  de planta retângulas, feito em blocos de granito, em conjunto com um possível complexo termal.  Foram recolhidos metais, elementos de construção em mármore, terra sigillata, um amuleto feito de  osso, várias moedas romanas e médios e pequenos bronzes do Baixo-Império. Foi também escavado um cemitério de inumação tardo-romano com as sepulturas a rodearam  por três faces, os alicerces de um grande edifício de planta retangular, feito de blocos de granito.  Algumas sepulturas foram reutilizadas chegando mesmo uma dela a conter oito crânios, patenteando  o caráter de inumações ad sanctus.  Entre outros artefactos, desta necrópole provém, ainda, um colunelo torso feito de mármore,  uma rosácea em granito e uma colher com a inscrição AELIAS. VIVAS IN XP, com o característico crismon cristão, portanto remetendo esta inscrição paleocristã para uma datação entre os séculos IV  e V d.C

## Brasão
Constituição do brasão: Escudo campo de azul; Coroa Mural de prata de três torres;  Listel branco, com a legenda a negro: «TERRUGEM - ELVAS».
- Arado de ouro guarnecido de prata, representa as atividades económicas, nomeadamente as de carácter rural;
- Duas facas de curtidor de prata, com cabos de ouro, a da destra posta em barra e a da sinistra em banda, representam a indústria de curtumes à qual está associado o artesanato
- Buzina de caça de ouro, coroada de prata, representa as várias agremiações na freguesia, algumas com objetivos voltados para o bem-estar social, outras dedicadas ao desenvolvimento de atividades desportivas.

## Atividades económicas
- Agricultura
- Comércio
- Cortiça
- Criação de produto na base de pele animal
- Restauração
- Produção de enchidos de carne
- Pecuária
- Turismo Rural

## Educação
- Escola Básica de Terrugem - EB1/JI
- Creche da ABAT (Associação Beneficência "Amigos de Terrugem")

## Serviços e Entretenimento

### Saúde
O Centro de Saúde de Elvas, dispõe de uma extensão de saúde na freguesia, em complemento existe também a farmácia (extensão da Farmácia Central de Borba).

### Desporto e Outros
- Campo de Jogos de Terrugem
- Piscina Municipal de Terrugem
- Polidesportivo de Terrugem
- Campo de Vôlei de Terrugem
- Campo de Tênis do Restaurante A Bolota

### Praças de Touros
Em Terrugem está o maior recinto dedicado apenas a essa atividade no concelho de Elvas, construído pela população e amigos da Terrugem , sendo gerida pela ABAT (Associação Beneficência "Amigos de Terrugem") e encontra-se no centro da aldeia, recebe vários eventos ao longo do ano, sendo o ponto mais altos as corridas de touros no primeiro fim de semana completo de Agosto, altura em que se celebra as grandiosas festas em honra de Santo António.

### Museus
- Museu do Curtidor na Terrugem
- Centro Cultural de Terrugem

### Clubes e Associações
- ABAT (Associação Beneficência "Amigos de Terrugem") [5]
- Sociedade Recreativa Terrugem
- Juventude Desportiva da Terrugem
- Voz Amiga Terrugem
- Clube da Caça e Pesca de Terrugem
- Agrupamento 1307 de Escoteiros na Terrugem
- Comissão de Festas em Honra de Stº António

## Festividades

### As Aleluias

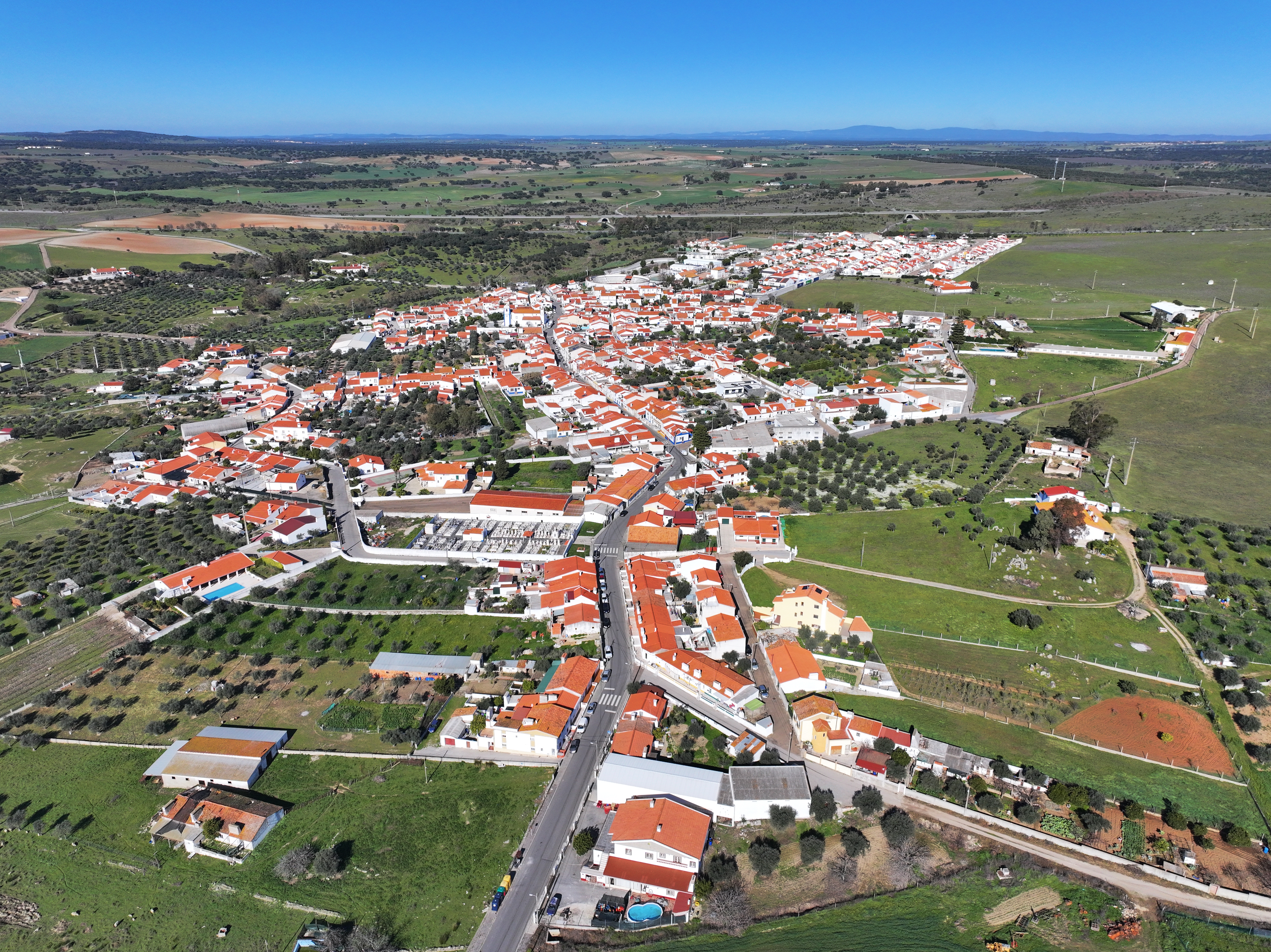
Terrugem, Elvas

As Aleluias integram as celebrações da Páscoa em Terrugem, e acontecem no sábado de Aleluia em representação do nascimento do Senhor. Atualmente as Aleluias acontecem à meia-noite, altura em que pelas ruas da localidade são lançados rebuçados para a população, mas já passaram por horários diversos, como às 9h da manhã ou da parte da tarde.
A celebração das Aleluias começa quando toca o sino da meia noite, as ruas enchem-se de gente, adultos e crianças, com os seus chocalhos e, primeiro a partir da Igreja Matriz de Terrugem, e depois a partir da  Sociedade Recreativa, de lojas e de cafés que ainda mantêm a tradição, são atirados rebuçados e alguns amendoins para as ruas. Em tempos passados eram também atiradas amêndoas, o que deixou de acontecer porque acabavam por magoar as pessoas ao serem lançadas. Estes rebuçados são, na maioria, oferta dos estabelecimentos comerciais da freguesia, que em respeito à tradição, contribuem para a festa.

### As Janeiras
As Janeiras (cantar as Janeiras) é uma tradição em Portugal que consiste no cantar de músicas pelas ruas por grupos de pessoas anunciando o nascimento de Jesus, desejando um feliz ano novo. Esses grupos vão de porta em porta, pedindo aos residentes as sobras das Festas Natalícias. Hoje em dia, essas 'sobras' traduzem-se muitas vezes em dinheiro. Na Terrugem a tradição é organizada pelo Grupo da Voz Amiga da Terrugem e tem inicio na sede da Junta de Freguesia.

### Festas em Honra de Santo António
As Festas em Honra de Santo António na Terrugem, concelho de Elvas, são celebrações anuais que combinam tradições religiosas com diversas atividades culturais e recreativas. Geralmente realizadas no primeiro fim-de-semana completo de agosto, estas festividades destacam-se por um programa variado que inclui:
- Atuações Musicais: Concertos de artistas locais e nacionais, bailes e performances de DJs animam as noites festivas.
- Atividades Tauromáquicas: Corrida de Touros à Portuguesa e Garraiadas (que tem a participação do publico) na praça local são eventos tradicionais que atraem muitos aficionados durante os quatro dias de festa.
- Artesanato e Gastronomia: Espaços dedicados à exposição e venda de artesanato local, bem como áreas de restauração onde se podem degustar especialidades regionais.
- Cerimónias Religiosas: Missas solenes e procissões em honra de Santo António, padroeiro da freguesia, reforçam o caráter devocional das festividades.
- Atividades Recreativas: Arraiais com quermesses, jogos tradicionais como o "jogo do bicho" e outras iniciativas lúdicas promovem a interação entre os participantes.

A organização das festas é frequentemente assumida por associações locais ou grupos de habitantes, que se empenham em manter vivas as tradições e proporcionar momentos de convívio e alegria à comunidade. Estas celebrações são um marco importante na vida cultural da Terrugem, atraindo visitantes de diversas regiões e fortalecendo os laços comunitários através da preservação das tradições locais.